# Burgwindheim

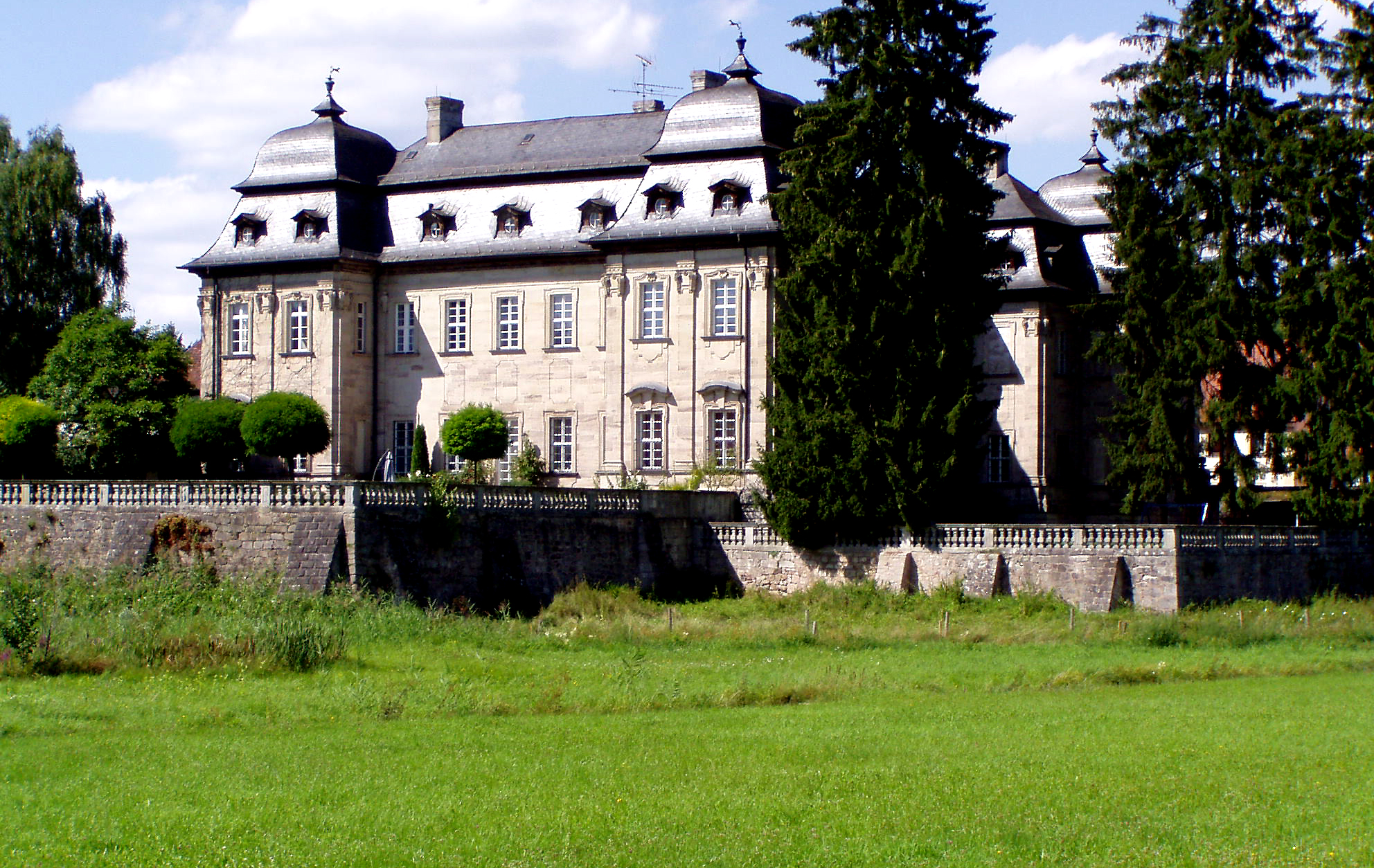
Burgwindheim

Burgwindheim este o comună-târg din districtul  Bamberg, regiunea administrativă Franconia Superioară, landul Bavaria, Germania.